# Sous-représentation
 (mai 2025).
En théorie des représentations, une sous-représentation d'une représentation {\displaystyle (\pi ,V)} d'un groupe G est une représentation {\displaystyle (\rho ,W)} telle que W est un sous-espace vectoriel de V stable par chaque endomorphisme {\displaystyle \pi (g)} et {\displaystyle \rho (g)} est l'endomorphisme induit {\displaystyle \pi (g)_{W}} pour tout élément g de G.
Une représentation de dimension finie non nulle contient toujours une sous-représentation non nulle qui est irréductible, ce qui se démontre par récurrence sur la dimension. Ce fait est faux en général pour les représentations de dimension infinie.
Par exemple, si {\displaystyle (\pi ,V)} est une représentation de G, elle admet la sous-représentation triviale (qui peut être de dimension nulle ou pas) :
{\displaystyle V^{G}=\{v\in V\mid \forall g\in G,\ \pi (g)v=v\}.}